# Бен Мендельсон
Бен Мендельсон (англ. Ben Mendelsohn; нар. 3 квітня 1969, Мельбурн, Вікторія, Австралія) — австралійський актор.

## Життєпис
Бен Мендельсон народився в Мельбурні, Австралія. Його батько Фредерік Мендельсон — науковець-дослідник у галузі медицини у Мельбурні, якого високо цінують. Він тривалий час очолював Інститут нейробіології та психічного здоров'я Флорі. Коли Бену було шість, батьки розлучилися. Він був змушений проживати періодично то у батька, то у матері (за фахом медсестра), а також з бабусею до того часу як його не зарахували до школи-інтернату в Америці. Після тривалого періоду перебування у Європі та США Бен повернувся у Мельбурн, де закінчував старшу школу. Основним предметом у школі обрав драматичне мистецтво, оскільки вважав його легким.

## Кар'єра
Бен Мендельсон почав отримувати перші ролі ще в підлітковому віці, але актор привернув увагу тільки у 1987 своєю роллю Тревора Лейшмана в драмі «Рік, коли в мене ламався голос». За участь у цьому фільмі актор отримав премію Австралійської академії кінематографа і телебачення за чоловічу роль другого плану. У 1992 вийшла драматична стрічка «Експерт», в ній актор працював на одному знімальному майданчику з оскороносним Ентоні Гопкінсом. За два роки актора оцінили Кінокритики Австралії: отримав нагороду за найкращу чоловічу роль у стрічці австралійського режисера Джеффрі Райта «Металева шкіра». Після зйомок у фільмах «Зомбоящик», «Так вчиняють усі», «Емі», «Вертикальна межа», «Маллет», «Новий Світ», «Вродлива Кейт», актор взяв участь у кримінальній драмі «За законами вовків». За сюжетом актор грає старшого з трьох братів кримінальної родини Коуді. Роль Ендрю Коді принесла Мендельсону кілька нагород, серед яких: премії Австралійської академії кінематографа і телебачення, Кінокритиків Австралії. У 2012 вийшло три фільми з актором: «Темний лицар повертається», «Пограбування казино», «Місце під соснами».
У 2015 починають транслювати серіал «Родовід». Бен Мендельсон виконав одну з другорядних ролей: старшого сина родини Рейбернів, який жив тривалий час окремо через сімейний конфлікт і знову повертається до сім'ї. Ця роль принесла актору нагороду «Еммі» та «Сатурн» у 2016. Того ж року він з'явився у ролі Орсона Кренніка в американському фільмі «Бунтар Один. Зоряні Війни. Історія».

## Особисте життя
У червні 2014 Бен Мендельсон одружився з британською письменницею Еммою Форрест в the Chateau Marmont у Лос-Анджелесі. Після більше ніж чотирьох років шлюбу Емма Форрест подала на розлучення 23 грудня 2016. У пари є спільна донька Кароліна та донька Мендельсона від попередніх стосунків.

## Фільмографія

### Фільми
| Рік  | Назва                                | Оригінальна назва                    | Роль                  | Примітки             |
| ---- | ------------------------------------ | ------------------------------------ | --------------------- | -------------------- |
| 1986 |                                      | The Still Point                      | Пітер                 |                      |
| 1987 | «Рік, коли в мене ламався голос»     | The Year My Voice Broke              | Тревор                |                      |
| 1989 | «Герой-коханець»                     | Lover Boy                            | Газза                 |                      |
| 1990 | «Великий обман»                      | The Big Steal                        | Денні Кларк           |                      |
| 1990 |                                      | Nirvana Street Murder                | Люк                   |                      |
| 1990 | «Повернення додому»                  | Return Home                          | Гарі                  |                      |
| 1990 | «Квіглі в Австралії»                 | Quigley Down Under                   | О'Флінн               |                      |
| 1992 | «Експерт»                            | Spotswood                            | Кері                  |                      |
| 1992 | «Карта людського серця»              | Map of the Human Heart               | житель ферми          |                      |
| 1993 | «Тиха молитва»                       | Say a Little Prayer                  | менеджер              |                      |
| 1993 | «Сирени»                             | Sirens                               | Льюїс                 |                      |
| 1994 | «Металева шкіра»                     | Metal Skin                           | Дезі                  |                      |
| 1996 | «Зомбоящик»                          | Idiot Box                            | Кев                   |                      |
| 1996 | «Так вчиняють усі»                   | Cosi                                 | Льюїс Рілі            |                      |
| 1997 | «Справжнє кохання і хаос»            | True Love and Chaos                  | Джеррі                |                      |
| 1997 | «Емі»                                | Amy                                  | Роберт                |                      |
| 1999 |                                      | Love Brokers                         |                       |                      |
| 1999 |                                      | Secret Men's Business                | Даг                   | телефільм            |
| 2000 | «Вертикальна межа»                   | Vertical Limit                       | Малкольм Бенч         |                      |
| 2000 | «Зразкові люди»                      | Sample People                        | Джон                  |                      |
| 2001 | «Маллет»                             | Mullet                               | Едді Мелоні           |                      |
| 2001 |                                      | Child Star: The Shirley Temple Story | Олександр Холл        | телефільм            |
| 2002 | «Чорне та біле»                      | Black and White                      | Руперт Мердок         |                      |
| 2005 | «Новий Світ»                         | The New World                        | Бен                   |                      |
| 2005 | «Другий шанс»                        | Second Chance                        | Ларрі Стюарт          | телефільм            |
| 2008 | «9,99 доларів»                       | $9.99                                | Ленні Пек             |                      |
| 2008 | «Австралія»                          | Australia                            | капітан Емметт Даттон |                      |
| 2009 |                                      | Prime Mover                          | Джонні                |                      |
| 2009 | «Вродлива Кейт»                      | Beautiful Kate                       | Нед                   |                      |
| 2009 | «Знамення»                           | Knowing                              | Філ Бекмен            |                      |
| 2010 | «Голка»                              | Needle                               | детектив Мірес        |                      |
| 2010 | «За законами вовків»                 | Animal Kingdom                       | Ендрю «Поуп» Коді     |                      |
| 2011 | «Професіонал»                        | Killer Elite                         | Мартін                |                      |
| 2011 | «Що приховує брехня»                 | Trespass                             | Елай                  |                      |
| 2012 | «Темний лицар повертається»          | The Dark Knight Rises                | Джон Даггет           |                      |
| 2012 | «Пограбування казино»                | Killing Them Softly                  | Рассел                |                      |
| 2012 | «Місце під соснами»                  | The Place Beyond the Pines           | Робін Ван Дер Зі      |                      |
| 2013 |                                      | Starred Up                           | Невілл Лав            |                      |
| 2013 | «Таємний потяг»                      | Two Mothers                          | Гарольд               |                      |
| 2014 | «Загублена ріка»                     | Lost River                           | Дейв                  |                      |
| 2014 | «Вихід: Боги та Царі»                | Exodus: Gods and Kings               | намісник              |                      |
| 2014 | «Чорне море»                         | Black Sea                            | Фрейзер               |                      |
| 2015 | «Повільно на захід»                  | Slow West                            | Пейн                  |                      |
| 2015 | «Прогулянка по Міссісіпі»            | Mississippi Grind                    | Джеррі                |                      |
| 2015 |                                      | Gun for Hire                         | Кайл Салліван         |                      |
| 2016 | «Уна»                                | Una                                  | Рей Брукс             |                      |
| 2016 | «Бунтар Один. Зоряні Війни. Історія» | Rogue One: A Star Wars Story         | Орсон Креннік         |                      |
| 2017 |                                      | Untogether                           | Мартін                |                      |
| 2017 | «Темні часи»                         | Darkest Hour                         | Георг VI              |                      |
| 2018 | «Першому гравцю приготуватися»       | Ready Player One                     | Нолан Сорренто        |                      |
| 2018 |                                      | Untogether                           | Мартін                |                      |
| 2018 |                                      | The Land of Steady Habits            | Андерс Хілл           |                      |
| 2018 | «Робін Гуд: Початок»                 | Robin Hood                           | шериф Ноттінгема      |                      |
| 2019 | «Капітан Марвел»                     | Captain Marvel                       | Талос                 |                      |
| 2019 | «Людина-павук: Далеко від дому»      | Spider-Man: Far from Home            | Талос                 | камео                |
| 2019 | «Король»                             | The King                             | Генріх IV             |                      |
| 2019 |                                      | Babyteeth                            | Генрі Фінлей          |                      |
| 2019 | «Шпигуни під прикриттям»             | Spies in Disguise                    | Кілліан               | голос                |
| 2019 |                                      | Gorillaz: Reject False Icons         | У ролі самого себе    | документальний фільм |
| 2021 | «Сірано»                             | Cyrano                               | Де Гіш                |                      |
| 2023 | «Мізантроп»                          | Misanthrope                          |                       |                      |
| 2023 | «Дочка болотного короля»             | The Marsh King's Daughter            | Джейкоб Холбрук       |                      |
| 2025 | «Покрівельник»                       | Roofman                              |                       |                      |

### Серіали
| Рік       | Назва                                 | Оригінальна назва              | Роль                             | Примітки    |
| --------- | ------------------------------------- | ------------------------------ | -------------------------------- | ----------- |
| 1984      | «Спеціальний загін»                   | Special Squad                  |                                  | 1 епізод    |
| 1985      |                                       | A Country Practice             | Люк                              | 2 епізоди   |
| 1985      | «Діти Гендерсів»                      | The Henderson Kids             | Тед Морган                       | 4 епізоди   |
| 1986      |                                       | Prime Time                     | Барт Джонс                       |             |
| 1986      |                                       | Fame and Misfortune            |                                  |             |
| 1986–1987 | «Сусіди»                              | Neighbours                     | Воррен Мерфі                     | 19 епізодів |
| 1987–1989 |                                       | The Flying Doctors             | Бреж Гарріс/Браян                | 2 епізоди   |
| 1988      |                                       | All the Way                    | Ліндсі Сеймур                    | 3 епізоди   |
| 1989      | «Цей чоловік…Ця жінк»                 | This Man… This Woman           | Меттью Кларк                     | 3 епізоди   |
| 1989–1994 |                                       | G.P.                           | Філліп Бартон/Макс Фішер         | 2 епізоди   |
| 1994      |                                       | Roughnecks                     | Джо 90                           | 1 епізод    |
| 1995      | «Холодна річка: Саґа Макґреґора»      | Snowy River: The McGregor Saga | Дейл Бенкс                       | 1 епізод    |
| 1995      | «Рятувальна поліція»                  | Police Rescue                  | Дін Форман                       | 1 епізод    |
| 1995      |                                       | Halifax f.p.                   | Пітер Дональдсон                 | 1 епізод    |
| 1996      | «Великий план»                        | Close Ups                      | Біз                              |             |
| 1997      | «Добрі хлопці, погані хлопці»         | Good Guys, Bad Guys            | Браян О'Меллі                    | 1 епізод    |
| 1999      | «Королева Кет, Кармел та Святий Джуд» | Queen Kat, Carmel & St Jude    | Вінс                             | 4 епізоди   |
| 2002      | «На краю Всесвіту»                    | Farscape                       | Ско                              | 1 епізод    |
| 2005      | «Наше таємне життя»                   | The Secret Life of Us          | Роб                              | 5 епізодів  |
| 2006–2007 | «Кохай, як я хочу»                    | Love My Way                    | Ларрі Стюарт                     | 15 епізодів |
| 2009      | «Плутанина»                           | Tangle                         | Вінс Ковач                       | 10 епізодів |
| 2013      | «Дівчата»                             | Girls                          | Сальватор Йогансон               | 1 епізод    |
| 2015–2016 | «Родовід»                             | Bloodline                      | Денні Рейберн                    | 23 епізоди  |
| 2020      | «Аутсайдер»                           | The Outsider                   | Ральф Андерсон, детектив поліції | 10 епізодів |
| 2023      | «Таємне вторгнення»                   | Secret Invasion                | Талос                            |             |
| 2024      | Новий образ                           | The New Look                   | Крістіан Діор                    | головна     |